# Base navale di Kitsap
La base navale di Kitsap (Naval Base Kitsap) è una base navale della U.S. Navy nella penisola di Kitsap, sullo stretto di Puget nello Stato di Washington, circa 40 km a nord ovest di Seattle.

## Storia
È stata creata nel 2004 con la fusione della ex base navale di Bremerton (Naval Station Bremerton) con la base per sottomarini di Bangor (Naval Submarine Base Bangor). È una delle due sole basi di appoggio per sottomarini nucleari della U.S. Navy (l'altra è la Naval Submarine Base Kings Bay, in Georgia).
La base dispone di cantieri navali in grado di eseguire lavori di riparazione e manutenzione di navi di superficie (Puget Sound Naval Shipyard) e sottomarini ed è l'unica base navale sulla costa statunitense del Pacifico con un bacino di carenaggio in grado di effettuare lavori di riparazione o manutenzione straordinaria di portaerei nucleari della classe Nimitz.
È una delle maggiori basi della United States Pacific Fleet e la terza più grande degli Stati Uniti. Vi si trova uno dei quattro siti di stoccaggio di testate nucleari degli Stati Uniti e il più grande deposito di carburanti degli Stati Uniti. Due portaerei nucleari, la USS Nimitz (CVN-68) e la USS John C. Stennis (CVN-74) hanno la base di appoggio permanente (Home Port) nella Naval Base Kitsap.
Sottomarini stanziati presso la Naval Base Kitsap:
- USS Henry M. Jackson (SSBN-730)
- USS Alabama (SSBN-731)
- USS Nevada (SSBN-733)
- USS Pennsylvania (SSBN-735)
- USS Kentucky (SSBN-737)
- USS Nebraska (SSBN-739)
- USS Maine (SSBN-741)
- USS Louisiana (SSBN-743)
- USS Ohio (SSGN-726)
- USS Michigan (SSGN-727)
- USS Jimmy Carter (SSN-23)
- USS Seawolf (SSN-21)
- USS Connecticut (SSN-22)